# Niesen
Le Niesen est un sommet des Alpes bernoises en Suisse qui culmine à 2 362 mètres d'altitude. Il est caractérisé par une forme pyramidale presque parfaite. Il se trouve au sud du lac de Thoune et lorsque le soleil se trouve au sud, son ombre particulière se projette sur le lac et la plaine.

## Tourisme

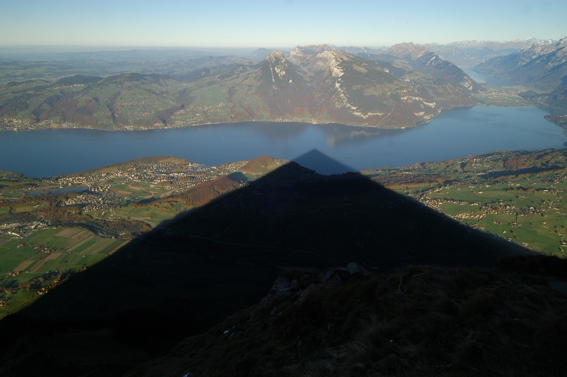
L'ombre du Niesen sur le lac de Thoune.

Le Niesen s'appelait initialement le Yesen, un nom qui fait allusion à la gentiane jaune qui pousse sur ses versants. Apprécié des randonneurs, il est réputé pour son panorama et a inspiré plusieurs peintres qui l’ont immortalisé (dont Ferdinand Hodler, Paul Klee, Cuno Amiet). En 1856, la première auberge fut construite sur le Niesen-Kulm. Les hôtes gravissaient ensuite le sommet à pied, à mulet ou grâce à des chaises à porteurs. L'ascension de 1 700 mètres entre Wimmis et le Niesen était rémunérée, par porteur et par jour, à hauteur de 8 francs suisses de l'époque. La location d'un cheval coûtait 15 à 20 francs.

### Niesenbahn

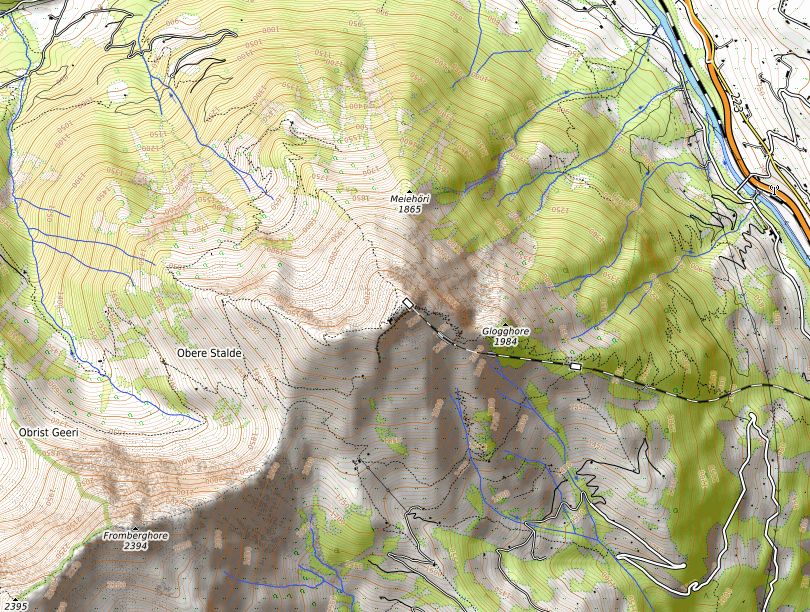
Carte topographique.

Depuis 1910, un funiculaire, le Niesenbahn relie Mülenen (639 m) au sommet (2 336 m) en passant par la station intermédiaire de Schwandegg (1 669 m). Le premier tronçon s'étire sur 2 111 m avec une déclivité maximale de 68 %. Le deuxième tronçon a une longueur de 1 388 m avec une déclivité maximale de 66 %.
À côté de la voie du Niesenbahn se trouve un escalier qui est le plus long du monde avec 11 674 marches. Il n'est ouvert qu'une seule fois par année à l'occasion d'une course,.